# Fina estampa (telenovela)
Fina Estampa es una telenovela brasileña producida y emitida por la cadena de televisión Rede Globo, transmitida desde el 22 de agosto de 2011 hasta el 23 de marzo de 2012. Reemplazando a Insensato corazón y sucedida por Avenida Brasil.
Escrita por Aguinaldo Silva, Maria Elisa Berredo, Patrícia Moretzsohn y Nelson Nadotti, con la colaboración de Meg Santos, Rodrigo Ribeiro, Maurício Gyboski, Brunno Pires y Rui Vilhena, dirigida por Ary Coslov, Cláudio Boeckel, Marcelo Travesso, Marco Rodrigo y Marcus Figueiredo, con la dirección general y núcleo de Wolf Maya.
Protagonizada por la primera actriz Lília Cabral y Dalton Vigh, coprotagonizada por Malvino Salvador, Caio Castro, Sophie Charlotte y Adriana Birolli, con la participaciones antagónicas de Christiane Torloni, José Mayer, Suzana Pires, Carlos Machado y la primera actriz Ana Rosa. Con las actuaciones estelares de Marcelo Serrado, Carolina Dieckmann, Milena Toscano, Júlio Rocha, Júlia Lemmertz y Dan Stulbach. Cuenta, además, con las actuaciones estelares de los primeros actores: Renata Sorrah, Eva Wilma y Arlete Salles.
Fue retransmitida por la Rede Globo en el año 2020 a las 21 horas, logrando altos índices de audiencia.

## Trama
La trama cuenta la historia de Griselda Silva Pereira. Nacida en una familia muy pobre, que vino a Brasil a los 5 años, a los 14 años se casó y fue madre cuando tenía 15 años. Solo tuvo tres hijos: 
- José Joaquim, que cría solo el hijo, después de haber sido abandonado por su esposa, la trepadora social, Teodora.
- José Antenor, estudiante de medicina, novio de Patricia Velmont, hija de la millonaria Teresa Christina y del chef de cocina René Velmont. Antenor oculta sus orígenes y se avergüenza de su madre.
- María Amalia, que sin saberlo se enamora de un ladrón.

Su marido, Pereirinha, era pescador y murió en el mar, y su cuerpo nunca fue visto de nuevo. Para sobrevivir y criar a sus hijos, ejerce tareas de mecánica. Griselda arregla un poco de todo, desde cambiar los neumáticos, de meterse con la electricidad, o la reparación de electrodomésticos, haciendo labores de casa en casa, siempre de traje de mecánica. Se la conoce como "Pereirão, el marido de alquiler".
El destino de Griselda se cruza con el chef René Velmont. Hace una reparación de su coche y empieza a hacer los mandados en su mansión. René está casado con la señora Teresa Christina, una mujer cruel y malvada. René conoció a Teresa Christina cuando estudiaba cocina en Francia y tiene un restaurante llamado Le Velmont. Juntos tienen dos hijos, René Jr., un adolescente que quiere a toda costa conseguir su primera novia y está muy controlado por sus padres, y Patricia, una joven estudiante que no tiene nada que ver con la personalidad de su madre y sin saberlo es novia del hijo de Griselda, Antenor. Cansado de la arrogancia de su esposa, René comienza a acercarse a Griselda. El interés de las dos mujeres por el chef las convierte en enemigas mortales. Después de muchos años dado por muerto, el marido de Griselda vuelve, cuando ella se hace rica por ganar en la lotería, y Teresa Cristina se unirá a él para herir a su rival.

## Reparto
| Actor              | Personaje                                   |
| ------------------ | ------------------------------------------- |
| Lília Cabral       | Griselda da Silva Pereira (Pereirão)        |
| Christiane Torloni | Tereza Cristina Buarque Siqueira de Velmont |
| Dalton Vigh        | Renê Velmont                                |
| Carolina Dieckmann | Teodora Bastos da Silva                     |
| Malvino Salvador   | Quinzé (Joaquim José da Silva Pereira)      |
| Sophie Charlotte   | Maria Amália da Silva Pereira               |
| Caio Castro        | José Antenor da Silva Pereira               |
| Adriana Birolli    | Patrícia Siqueira de Velmont                |
| Marcelo Serrado    | Crodoaldo Valério (Crô)                     |
| Júlia Lemmertz     | Esther Wolkoff Siqueira                     |
| Dan Stulbach       | Paulo Buarque Siqueira                      |
| José Mayer         | José Pereira (Pereirinha)                   |
| Renata Sorrah      | Danielle Steiner Fraser                     |
| Milena Toscano     | Vanessa Tavares Ribas                       |
| Eva Wilma          | Maria Íris de Siqueira Maciel               |
| Arlete Salles      | Vilma Moreira Prado                         |
| Dira Paes          | Celeste Souza Fonseca                       |
| Alexandre Nero     | Baltazar Fonseca                            |
| Marco Pigossi      | Rafael Fernandes                            |
| Cris Vianna        | Dagmar dos Anjos                            |
| Wolf Maya          | Álvaro Siqueira                             |
| Totia Meireles     | Zambeze Siqueira                            |
| Guilherme Boury    | Daniel                                      |
| Carlos Casagrande  | Juan Guilherme Passarelli                   |
| Helena Ranaldi     | Chiara Passarelli                           |
| Tania Khalill      | Letícia Fernandes Prado                     |
| Suzana Pires       | Marcela/Joana Coutinho                      |
| Juliana Knust      | Zuleika                                     |
| Thaís de Campos    | Alice                                       |
| Mônica Carvalho    | Glória Monteiro                             |
| Monique Alfradique | Beatriz Lobo                                |
| Ana Rosa           | Celina                                      |
| Isabel Fillardis   | Dra. Mônica Ramos                           |
| Júlio Rocha        | Enzo Pereira                                |
| Carol Macedo       | Solange de Souza Fonseca                    |
| Carlos Machado     | Ferdinand                                   |
| Joana Lerner       | Luana                                       |
| Ricardo Blat       | Severino                                    |
| Rafael Zulu        | Edvaldo                                     |
| Eri Johnson        | Gigante (Honório)                           |
| Rosa Marya Colin   | Zilá                                        |
| Guida Vianna       | Isolina                                     |
| Michelle Martins   | Fernanda                                    |
| Bianca Salgueiro   | Carolina Fernandes Prado                    |
| Luma Costa         | Nanda                                       |
| Ana Carolina Dias  | Deborah                                     |
| Ítalo Guerra       | Reinaldo                                    |
| Alexandra Martins  | Márcia                                      |
| David Lucas        | Renê Velmont Júnior                         |
| Guilherme Leicam   | Fábio                                       |
| Vitor David        | Leonardo dos Anjos                          |
| Marcelo Brou       | Pezão (Maurício)                            |
| Christian Monassa  | Max                                         |
| Sandro Pedroso     | Mandrake                                    |
| Fábio Keldani      | Victor                                      |
| Carlos Vieira      | Fred                                        |
| Aline Matheus      | Clara                                       |
| Ângela Vieira      | Mirna Bello                                 |

## Premios y nominaciones
| Año  | Premio                    | Categoría                  | Nominado           | Resultado |
| ---- | ------------------------- | -------------------------- | ------------------ | --------- |
| 1998 | Troféu Imprensa           | Mejor Telenovela           | Aguinaldo Silva    | Nominado  |
| 1998 | Troféu Imprensa           | Mejor Actriz               | Lília Cabral       | Ganadora  |
| 1998 | Troféu Imprensa           | Mejor Actriz               | Christiane Torloni | Nominada  |
| 1998 | Troféu Imprensa           | Mejor Actor                | Caio Castro        | Nominado  |
| 1998 | Melhores do Ano           | Mejor Actriz               | Lília Cabral       | Ganadora  |
| 1998 | Melhores do Ano           | Mejor Actriz               | Christiane Torloni | Nominada  |
| 1998 | Melhores do Ano           | Mejor Actor de Reparto     | Marcelo Serrado    | Ganador   |
| 1998 | Melhores do Ano           | Mejor Actriz de Reparto    | Júlia Lemmertz     | Nominada  |
| 1998 | Melhores do Ano           | Mejor Revelación Masculina | Paulo Rocha        | Nominado  |
| 1998 | Melhores do Ano           | Mejor Actuación Infantil   | Gabriel Pelícia    | Nominado  |
| 1998 | Prêmio Contigo! de TV     | Mejor Telenovela           | Aguinaldo Silva    | Nominado  |
| 1998 | Prêmio Contigo! de TV     | Mejor Actriz               | Lília Cabral       | Ganadora  |
| 1998 | Prêmio Contigo! de TV     | Mejor Actriz               | Christiane Torloni | Nominada  |
| 1998 | Prêmio Contigo! de TV     | Mejor Actriz               | Carolina Dieckmann | Nominada  |
| 1998 | Prêmio Contigo! de TV     | Mejor Actor                | José Mayer         | Nominado  |
| 1998 | Prêmio Contigo! de TV     | Mejor Actor                | Caio Castro        | Nominado  |
| 1998 | Prêmio Contigo! de TV     | Mejor Actor                | Dalton Vigh        | Nominado  |
| 1998 | Prêmio Contigo! de TV     | Mejor Actor                | Malvino Salvador   | Nominado  |
| 1998 | Prêmio Contigo! de TV     | Mejor Actor de Reparto     | Alexandre Nero     | Nominado  |
| 1998 | Prêmio Contigo! de TV     | Mejor Actor de Reparto     | David Lucas        | Nominado  |
| 1998 | Prêmio Contigo! de TV     | Mejor Actor de Reparto     | Marcelo Serrado    | Ganador   |
| 1998 | Prêmio Contigo! de TV     | Mejor Actor de Reparto     | Marco Pigossi      | Nominado  |
| 1998 | Prêmio Contigo! de TV     | Mejor Actriz de Reparto    | Dira Paes          | Nominada  |
| 1998 | Prêmio Contigo! de TV     | Mejor Actriz de Reparto    | Suzana Pires       | Nominada  |
| 1998 | Prêmio Contigo! de TV     | Mejor Actriz de Reparto    | Sophie Charlotte   | Nominada  |
| 1998 | Prêmio Contigo! de TV     | Mejor Actuación Infantil   | Gabriel Pelícia    | Nominado  |
| 1998 | Prêmio Contigo! de TV     | Mejor Actuación Infantil   | Vitor Colman       | Nominado  |
| 1998 | Prêmio Contigo! de TV     | Mejor Revelación           | Paulo Rocha        | Nominado  |
| 1998 | Prêmio Contigo! de TV     | Mejor Revelación           | Rodrigo Simas      | Nominado  |
| 1998 | Prêmio Contigo! de TV     | Mejor Escritor             | Aguinaldo Silva    | Nominado  |
| 1998 | Prêmio Contigo! de TV     | Mejor Director             | Wolf Maya          | Nominado  |
| 1998 | Prêmio Extra de Televisão | Mejor Telenovela           | Aguinaldo Silva    | Nominado  |
| 1998 | Prêmio Extra de Televisão | Mejor Actor                | Marcelo Serrado    | Ganador   |
| 1998 | Prêmio Extra de Televisão | Mejor Actriz               | Christiane Torloni | Nominada  |
| 1998 | Prêmio Extra de Televisão | Mejor Actriz de Reparto    | Carolina Dieckmann | Nominada  |
| 1998 | Prêmio Extra de Televisão | Ídolo teen                 | Caio Castro        | Nominado  |
| 1998 | Prêmio Extra de Televisão | Mejor Vestuario            | Fina Estampa       | Nominado  |

## Doblaje al Español (Elenco principal)
| Actor/Actriz       | Actor/Actriz de Doblaje |
| ------------------ | ----------------------- |
| Lília Cabral       | Maru Guzmán             |
| Christiane Torloni | Rommy Mendoza           |
| Dalton Vigh        | Humberto Solórzano      |
| Malvino Salvador   | Octavio Rojas           |
| Caio Castro        | Luis Daniel Ramírez     |
| Adriana Birolli    | Mireya Mendoza          |
| Sophie Charlotte   | Alondra Hidalgo         |
| Carolina Dieckmann | Rebeca Gómez            |
| Dan Stulbach       | Víctor Covarrubias      |
| Júlia Lemmertz     | Anabel Méndez           |
| Marcelo Serrado    | Carlos Hernández        |
| José Mayer         | Gerardo Reyero          |
| Renata Sorrah      | Loretta Santini         |
| Eva Wilma          | Magda Giner             |
| Arlete Salles      | Andrea Coto             |
| Paulo Rocha        | René García             |
| Marco Pigossi      | Héctor Emmanuel Gómez   |
| Tania Khalill      | Cristina Hernández      |

## Versiones
- La cadena Telemundo realizó una adaptación de esta telenovela titulada Marido en alquiler (2013-2014) de Perla Farias, protagonizada por Sonya Smith y Juan Soler, con Maritza Rodríguez y Miguel Varoni como los antagonistas principales, con las actuaciones jovenes de Gabriel Coronel y Kimberly Dos Ramos.